# Теси (Сыпин)
Теси́ (кит. упр. 铁西, пиньинь Tiěxī, буквально: «к западу от железной дороги») — район городского подчинения городского округа Сыпин провинции Гирин (КНР). Здесь расположены органы власти городского округа Сыпин.

## История
Район Теси был образован 22 декабря 1983 года.

## Административное деление
Район Теси делится на 5 уличных комитетов и 1 волость.

## Соседние административные единицы
Район Теси на востоке граничит с районом Тедун, на севере — с уездом Лишу, на юго-западе — с провинцией Ляонин.